# 湖口獸屬
湖口兽属（学名hukoutherium），是一种已灭绝的中爪兽科，生存于古新世至始新世的中国。